# Religión en la República Democrática del Congo

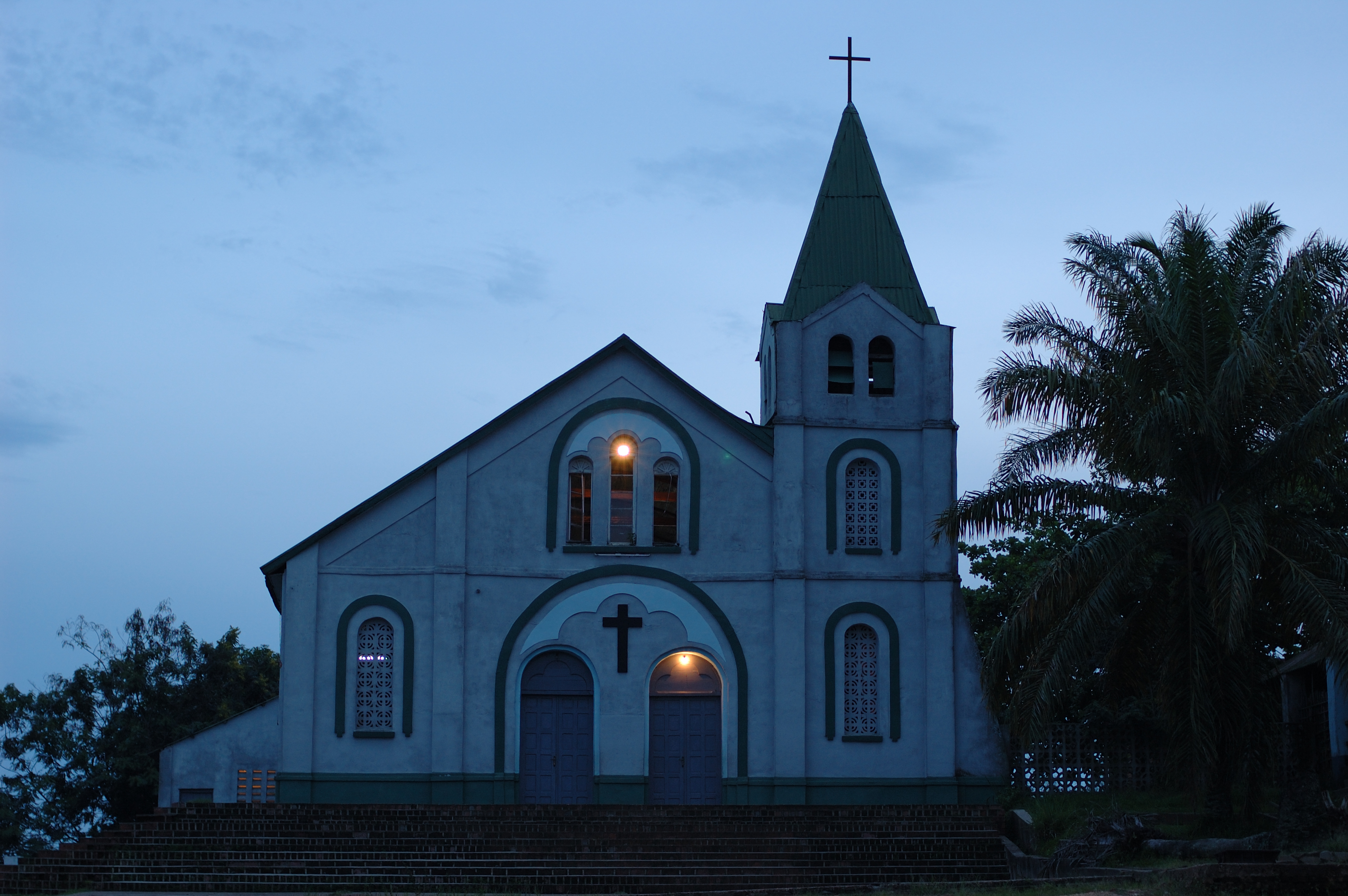
Iglesia en Kindu, República Democrática del Congo

La religión en la República Democrática del Congo mayoritaria es el cristianismo, seguido por más del 79 % de la población. Las denominaciones incluyen la católica 55.8%, protestante 39.1% y otras denominaciones cristianas, Sin religión 0.5%. Las religiones minoritarias incluyen musulmanes, principalmente sunitas que representan el 2.1% de la población y otras incluidas las sectas sincréticas y las creencias indígenas que representan el 2.5%. según las estimaciones más recientes. El hinduismo que no está muy extendido representa el 0.16% de la población. El kimbanguismo fue visto como una amenaza para el régimen colonial y fue prohibido por los belgas. El kimbanguismo es oficialmente «La Iglesia de Jesucristo sobre la Tierra por el profeta Simon Kimbangu», y actualmente tiene alrededor de tres millones de miembros, principalmente entre los bakongo de la provincia de Congo Central y Kinsasa.
De las 62 denominaciones protestantes en el país están federadas bajo la Iglesia de Cristo en el Congo —en francés, Église du Christ au Congo o ECC—. A menudo se le conoce simplemente como 'La Iglesia Protestante', ya que cubre a la mayoría del 20% de la población que son protestantes. El Islam fue introducido y difundido principalmente por comerciantes árabes y comerciantes de esclavos.
Las religiones tradicionales encarnan conceptos como el monoteísmo, el animismo, el vitalismo y el culto a los ancestros, la brujería y varían ampliamente entre los grupos étnicos. Las sectas sincréticas a menudo combinan el cristianismo con creencias y rituales tradicionales, y pueden no ser aceptadas por las iglesias convencionales como parte del cristianismo. Una clara delimitación de la afiliación religiosa en estas categorías de miembros puede dar una imagen engañosa de la realidad congoleña. El número de personas que pueden clasificarse como pertenecientes exclusivamente a un grupo u otro es limitado. Las afiliaciones superpuestas son muy comunes. Al igual que con la identidad de clase o con la identidad étnica, la identidad religiosa de un individuo puede ser situacional.
Se pueden buscar diferentes tradiciones espirituales, agentes y comunidades para obtener asistencia, dependiendo de la situación en cuestión. Por ejemplo, los estudiantes cristianos pueden emplear hechicería con el objetivo de mejorar sus exámenes individuales o ayudar al equipo de fútbol de su escuela a ganar en competencia contra sus oponentes. Los urbanitas sofisticados, enfrentados a la enfermedad en un miembro de la familia, pueden ser condescendientes con curanderos y adivinos indígenas. Y los congoleños que practican las religiones africanas tradicionales también pueden acudir tanto al clero cristiano establecido como a las sectas cristianas separatistas en busca de ayuda espiritual. En la búsqueda de recursos espirituales, los congoleños han mostrado con frecuencia una marcada apertura y pragmatismo.

## Estadísticas
Las estimaciones relativas a la religión en la República Democrática del Congo varían mucho.
| Fuente                                       | Cristianismo (total) | Catolicismo | Protestantismo | Islam | Otras | Referencia |
| -------------------------------------------- | -------------------- | ----------- | -------------- | ----- | ----- | --- |
| Departamento de Estado de los Estados Unidos | 90%                  | 50%         | 35%            | 5%    | 5%    | |
| Pew Research Center                          | 96%                  | 47%         | 48%            | 1.5%  | 2.5%  | Archivado el 16 de noviembre de 2013 en Wayback Machine. Archivado el 19 de julio de 2014 en Wayback Machine. |
| CIA World Factbook                           | 80%                  | 50%         | 20%            | 10%   | 10%   | Archivado el 28 de diciembre de 2018 en Wayback Machine.                                                      |

## Cristianismo
El cristianismo fue traído a la RDC desde Europa, principalmente por Bélgica. El escritor Jens Bjørneboe escribió en su novela Frihetens Øyeblikk («Momentos de libertad») que «Los belgas trabajaron duro con las actividades misioneras entre los negros. Después de unos años, la población del Congo cristiana se redujo de más de 30 millones a únicamente ocho. A cambio, estos ocho se habían vuelto cristianos». El debate ha estado en curso sobre la alta tasa de mortalidad en este período. Las estimaciones más audaces indican que el sistema de trabajo forzado condujo directa e indirectamente a la muerte del 50 por ciento de la población.

### Catolicismo

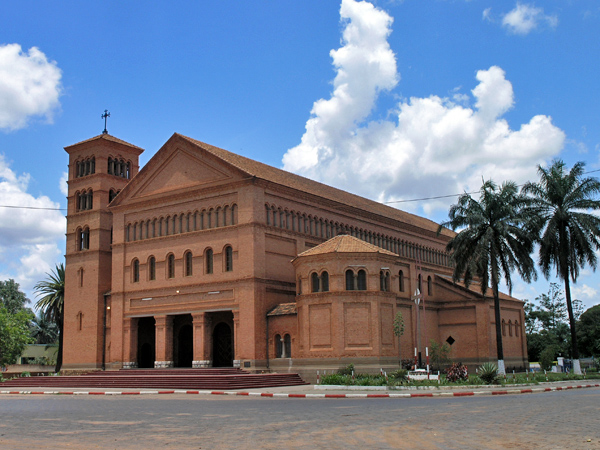
La Catedral católica de San Pedro y San Pablo de la localidad Lubumbashi, que data del período colonial belga.

Hay alrededor de 35 millones de católicos en el país, lo que representa aproximadamente la mitad de la población total. Hay seis arquidiócesis y 41 diócesis.  El impacto de la Iglesia católica en la RDC es enorme, según Schatzberg la ha calificado como «la única institución verdaderamente nacional aparte del estado». Además de involucrar a más del 40 por ciento de la población en sus servicios religiosos, sus escuelas han educado a más del 60 por ciento de los estudiantes de primaria del país y más del 40 por ciento de sus estudiantes de secundaria. La iglesia posee y administra una extensa red de hospitales, escuelas y clínicas, así como muchas empresas económicas diocesanas, que incluyen granjas, ranchos, tiendas y tiendas de artesanos. La principal institución educativa católica es la Universidad de Kinshasa.
La penetración de la iglesia en el país en general es producto de la era colonial. El estado colonial belga autorizó y subsidió las misiones predominantemente belgas católicas para establecer escuelas y hospitales en toda la colonia. La inversión de la iglesia de su papel en relación con el estado desde la independencia ha sido sorprendente. Anteriormente un aliado confiable, se ha convertido cada vez más en el crítico institucional más severo del estado.
Las tensiones habrían sido incluso mayores si no hubiera sido por las divisiones dentro de la iglesia y por la ambigüedad del papel de la iglesia en relación con el estado. Existe conflicto dentro de la iglesia entre el clero inferior, que está en contacto diario con la población, y el clero superior; el primero abogó por una crítica estructural más radical del régimen, mientras que el segundo prevaleció al abogar por una crítica moral más limitada. Muchos obispos deseaban proteger la posición institucional de la iglesia y evitar las represalias que un ataque más militante contra el estado podría provocar.

### Protestantismo

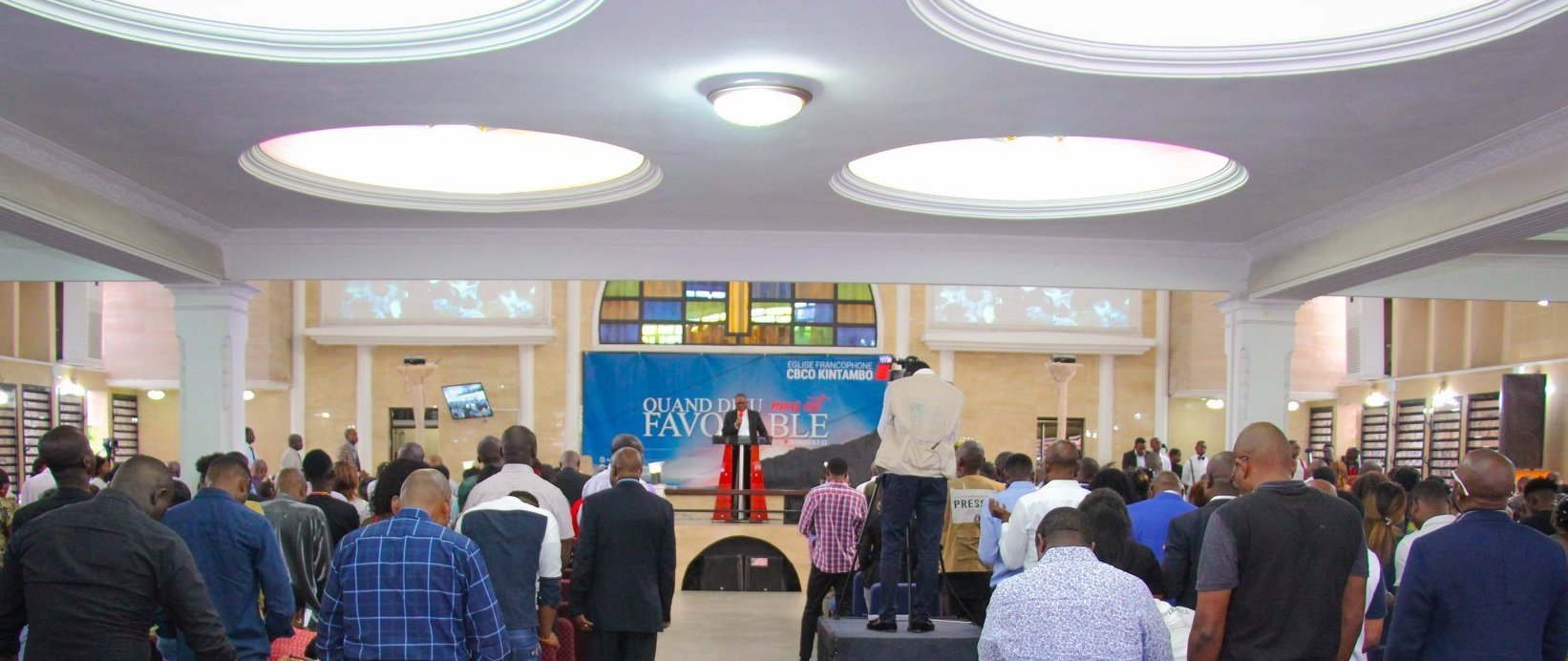
Servicio en la Église Francophone CBCO Kintambo en Kinshasa, afiliada a la Comunidad Bautista del Congo, 2019.

Los misioneros protestantes han estado activos desde 1878, cuando se fundó la primera misión protestante en el Congo. Las primeras relaciones con el Estado no fueron cálidas. Durante la existencia del Estado Libre del Congo (1885-1908), algunos misioneros protestantes fueron testigos y publicaron los abusos del Estado y de las compañías chárter contra la población durante las operaciones de recolección de caucho y marfil. Estas pruebas contribuyeron a la protesta internacional que obligó al rey Leopoldo II de Bélgica a ceder el control del Estado Libre del Congo al Estado belga. La gobernanza del Congo Belga se describió en la Carta colonial sobre la anexión belga del Estado Libre del Congo de 1908. La población a partir de ese momento tenía un régimen colonial belga, que se había vuelto muy paternalista, con compañías de la iglesia, estatales y privadas instruidas para supervisar el bienestar de los habitantes.
Situadas fuera de la trinidad colonial gobernante del estado, la iglesia católica y las compañías, las misiones protestantes no gozaban del mismo grado de confianza oficial que el que se otorgaba a sus contrapartes católicas. Los subsidios estatales para hospitales y escuelas, por ejemplo, se reservaron —con dos excepciones individuales— exclusivamente para las instituciones católicas hasta después de la Segunda Guerra Mundial.
El estado colonial dividió la colonia en franquicias espirituales, dando a cada grupo misionero aprobado, su propio territorio. En el momento de la independencia en 1960, unos cuarenta y seis grupos misioneros protestantes estaban trabajando, la mayoría de ellos de origen estadounidense, británico o escandinavo. Las misiones establecieron un comité para mantener el contacto y reducir al mínimo la competencia entre ellos. Este cuerpo evolucionó en una unión llamada la «Iglesia de Cristo en el Congo», que desarrolló reglas que permitían a los miembros de una congregación evangélica moverse y ser aceptados por otra. También estableció instituciones que servían a necesidades comunes, tales como librerías y casas de huéspedes para misioneros.
Desde la independencia, el liderazgo y el control de la iglesia han sido amplia y exitosamente africanizados, aunque no sin conflictos. La mayor parte de la propiedad de la misión ha sido transferida a iglesias autónomas congoleñas, y muchos misioneros extranjeros trabajan ahora directamente bajo la supervisión de una iglesia dirigida por congoleños. Los nuevos dirigentes indígenas han logrado ampliar sus iglesias en la mayor comunidad protestante francófona de África. Las iglesias protestantes son valoradas, al igual que sus contrapartes católicas, no únicamente por los servicios médicos y educativos que prestan, sino también por servir como islas de integridad en un mar de corrupción. El reconocimiento explícito de este papel se produjo en 1983 cuando Mobutu Sese Seko envió emisarios a Europa y los Estados Unidos para alentar una mayor participación de las juntas de misiones extranjeras en la creación de instituciones en Zaire; a continuación se celebró una conferencia en Kinsasa con funcionarios protestantes locales e internacionales. No únicamente se buscó una renovada participación de la iglesia con instituciones en dificultades, como la antigua universidad protestante de Kisangani (nacionalizada en 1971), sino que también se preguntó a las iglesias si estarían dispuestas a colocar representantes dentro de los principales ministerios del gobierno para desalentar y/o denunciar actos de corrupción por parte de funcionarios estatales. Al sentir la amenaza de la cooptación, los protestantes declinaron respetuosamente.
La solicitud estatal de acción protestante era lógica. El estado buscó un contrapeso a sus críticos en la poderosa iglesia católica. Las iglesias protestantes, y particularmente el liderazgo de la Iglesia de Cristo, siempre han apoyado a Mobutu, convirtiéndolas en un socio potencial atractivo. Y la Iglesia de Cristo sirvió al estado en áreas donde los intereses de la iglesia estatal coincidían. Tanto la iglesia como el estado miraron con recelo la formación de nuevos movimientos religiosos descontrolados y grupos dispersos. El requisito del gobierno de que los grupos religiosos se registren en el estado y depositen un depósito de Z100,000 en un banco para ser legalmente reconocidos ayudó a limitar su desarrollo; también lo hicieron los persistentes efectos del sistema de franquicias coloniales.
Cuando, por ejemplo, un predicador carismático de la Iglesia de Cristo de los Ubangi, oficialmente reconocida, pero no carismática, se separó en 1988 para aliarse con su propia congregación a una comunidad de iglesia carismática pero oficialmente reconocida en Kivu, la Iglesia de Cristo en Zaire intervino para juzgar. El cuerpo gobernante evitó que la iglesia de Kivu aceptara al predicador rebelde y su congregación, dejándolo sin aliados o recursos externos y localizando efectivamente su impacto potencial.

### La Iglesia de Jesucristo de los Santos de los Últimos Días
La Iglesia de Jesucristo de los Santos de los Últimos Días llegó a la República Democrática del Congo en 1986 y ha estado creciendo rápidamente, aunque sigue siendo menor. El grupo recibió reconocimiento por primera vez en 1986 y se extendió desde los Estados Unidos. Se cree que la Iglesia tiene 42,689 miembros en 145 congregaciones. En 2011, anunció su intención de construir su primer templo congoleño en Kinsasa. La inauguración del templo se realizó el 12 de febrero de 2016.

### Kimbanguista

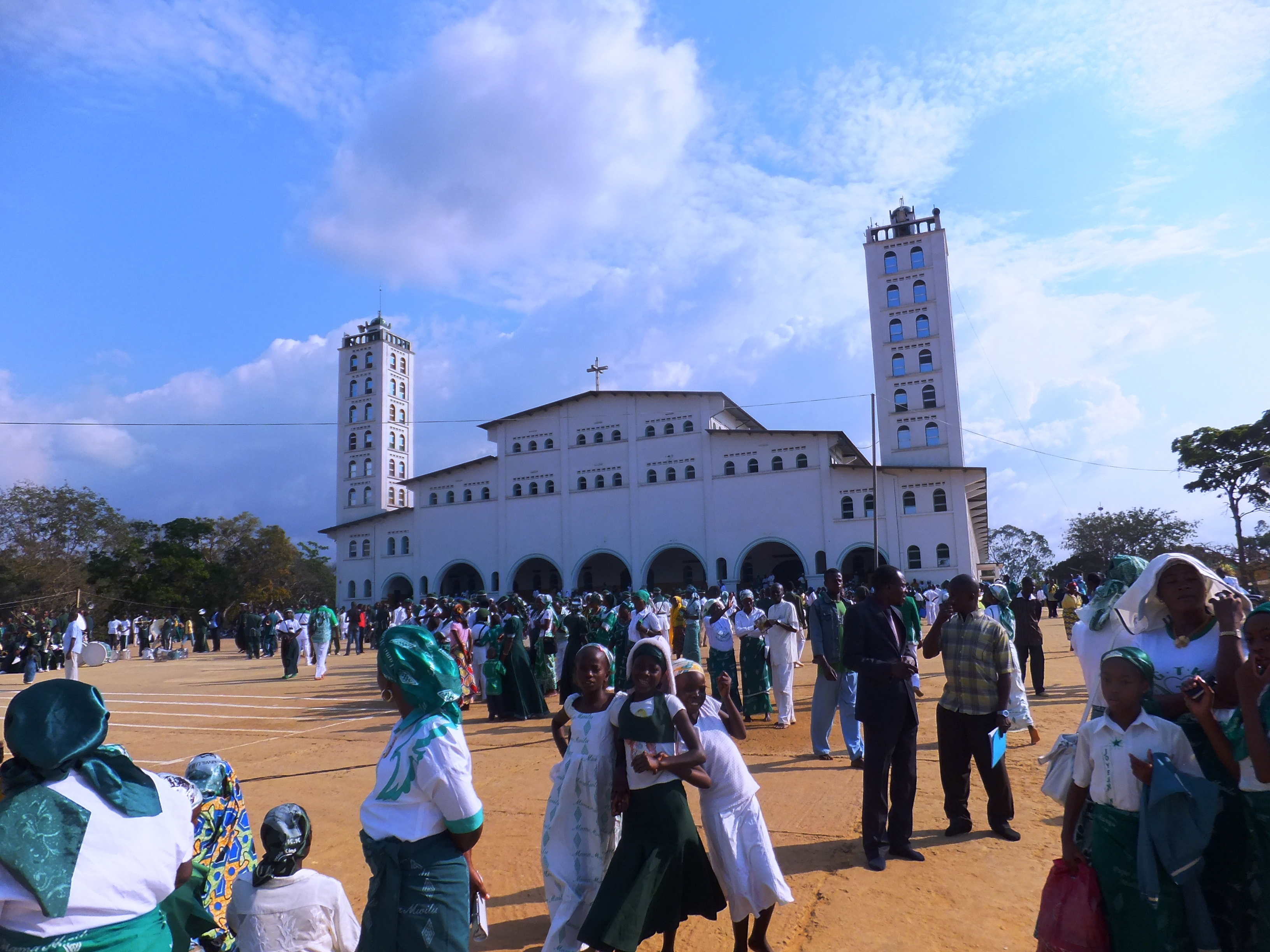
Nkamba, el lugar más sagrado kimganguista del Congo.

La iglesia kimbanguista, una creciente religión congoleña, surgió del carismático ministerio de Simon Kimbangu a principios de la década de 1920. Kimbangu ya era miembro de la Iglesia Bautista Misionera Inglesa cuando, según los informes, recibió por primera vez sus visiones y su llamada divina para predicar la palabra y sanar a los enfermos. Recorriendo el Bajo Congo, ganó un gran número de seguidores, tanto de miembros de iglesias protestantes como de seguidores de la práctica religiosa indígena. Predicó una doctrina que era en muchos sentidos más estricta que la del protestantismo a partir del cual evolucionó. Curación por la imposición de manos; estricta observancia de la ley de Moisés; la destrucción de los fetiches; el repudio de la brujería, la magia, los encantamientos y las brujas; y la prohibición de la poliginia fueron parte de su mensaje original.
El alcance de su éxito causó una alarma cada vez mayor entre las autoridades de la iglesia y del estado. Numerosos predicadores y sabios aparecieron, muchos de ellos profesando ser sus seguidores. Algunos de estos predicadores y posiblemente algunos de los propios discípulos de Kimbangu introdujeron elementos antieuropeos en sus enseñanzas. Y los intereses europeos se vieron afectados cuando el personal africano abandonó sus puestos durante largos períodos para seguir a Kimbangu y participar en sus servicios.
En junio de 1921, el gobierno juzgó que el movimiento estaba fuera de control, prohibió la secta, exilió a miembros de zonas rurales remotas y arrestó a Kimbangu, únicamente para que el profeta «milagrosamente» escapara; la fuga amplificó aún más su mística popular. En septiembre se entregó voluntariamente a las autoridades y fue condenado a muerte por hostilidad contra el estado; la sentencia fue conmutada posteriormente por cadena perpetua, y Kimbangu murió en prisión en 1950. Sin embargo, su movimiento no murió con él. Floreció y se extendió «en el exilio» en forma de reuniones clandestinas, a menudo celebradas en áreas remotas por grupos muy dispersos de congregantes. En 1959, en vísperas de la independencia, el estado se desesperó de acabar con el kimbanguismo y le otorgó el reconocimiento legal.
La iglesia legalizada, conocida como la Iglesia de Jesucristo en la Tierra por el profeta Simón Kimbangu, ha logrado convertirse en uno de los únicos tres grupos cristianos reconocidos por el Estado, los otros dos son la Iglesia católica y la Iglesia de Cristo en el Congo. La Iglesia Kimbanguista ha sido miembro del Consejo Mundial de Iglesias desde 1969. Las estimaciones de su membresía varían según la fuente. La iglesia reclama 5 millones de miembros; sin embargo, sus propias cifras internas indican que no hay más de 300,000 miembros practicantes. Las congregaciones individuales están dispersas en gran parte del país, pero las mayores concentraciones siempre han estado en el Bajo Congo. Algunas aldeas han sido durante mucho tiempo totalmente kimbanguistas.
Desde que se legalizaron, los kimbanguistas se han inclinado hacia atrás para ganarse el favor del estado. El jefe de la iglesia, el hijo de Simon Kimbangu, intercambiaba regularmente elogios públicos con Mobutu Sese Seko y se convirtió en uno de los principales apoyos ideológicos del estado. Estructuralmente, la organización de la iglesia se ha cambiado para que sea paralela a la división administrativa del estado en regiones, subregiones, zonas y colectividades. La Iglesia Kimbanguista rota deliberadamente a sus funcionarios fuera de sus áreas de origen para despolitizar la etnicidad y centralizar el poder, una política tomada directamente del estado. Ambas instituciones comparten la insistencia en la obediencia absoluta al líder y la prohibición de disputas doctrinales. En muchos sentidos, la Iglesia Kimbanguista y la Iglesia católica han intercambiado lugares en su relación con el estado.

### Otros movimientos cristianos africanos
Las variantes africanizadas del cristianismo tradicional se pueden encontrar en todo el continente. A pesar de las prohibiciones estatales, han surgido nuevas iglesias fuera de las tres oficialmente reconocidas en la República Democrática del Congo y, mientras permanecen pequeñas y no amenazan, las autoridades generalmente las han dejado solas. Algunos han sido fundados por figuras conocidas como profetas, individuos que responden a situaciones de insatisfacción popular con agentes y organizaciones espirituales existentes creando nuevos movimientos religiosos. Los nuevos movimientos a menudo recombinan elementos familiares con otros nuevos, una síntesis efectuada a veces con elementos exclusivamente indígenas y a veces con una mezcla de elementos cristianos e indígenas.

### Movimiento Jamaa
El movimiento Jamaa (jamaa significa «familia» en suajili), como otras sectas cristianas en África, ha echado raíces bajo el paraguas de una iglesia existente, en este caso la católica. Jamaa es en realidad un híbrido europeo-africano porque inicialmente fue fundado por un sacerdote franciscano flamenco, Placide Tempels. Aunque aceptado por la Iglesia católica —los miembros continúan participando en las actividades parroquiales y no se retiran de la iglesia institucional—, la jerarquía de la iglesia ha cuestionado periódicamente el grado en que Jamaa se desvía de la creencia y la práctica católicas. La iglesia nunca ha denunciado el movimiento Jamaa, pero la jerarquía se ha vuelto cada vez más cautelosa.

### Movimiento Kitawala
Un producto mucho más radical de la síntesis de elementos africanos y cristianos es el movimiento Kitawala o el llamado "«movimiento de la Atalaya»", que apareció en la provincia de Katanga durante la década de 1920. Kitawala se deriva de un término suajili que significa «dominar, dirigir o gobernar». En consecuencia, el objetivo de este movimiento era esencialmente político: establecer la independencia de Bélgica. Ese objetivo, algunos razonaron, podría lograrse mejor bajo el manto de la religión. Los grupos de Kitawala adquirieron, estudiaron y distribuyeron publicaciones de los testigos de Jehová. Durante décadas, la gente asumió que los seguidores de Kitawala eran testigos de Jehová. Pero no lo fueron. El movimiento convirtió a los mineros que luego extendieron elementos del movimiento hacia el norte desde su base sudafricana al cinturón de cobre de Katanga.
El misionero británico Joseph Booth y su asociado africano Elliott Kamwana se convirtieron en miembros de la Sociedad Watch Tower en Sudáfrica en 1906 y 1907, respectivamente. Kamwana regresó a su tierra natal de Nyasalandia en 1908 y predicó una mezcla de creencias sabatistas y doctrinas de la Watch Tower, utilizando las publicaciones de la Watch Tower pero no predicó el mensaje de los Estudiantes de la Biblia exclusivamente. Además de predicar la inminente llegada del reino de Dios, los mensajes de Kamwana también predicaban la igualdad racial, la igualdad de remuneración por un trabajo igual, y la doctrina milenaria de que cesaría todo gobierno excepto el de Cristo, considerado sedicioso y anticolonial en ideología. El movimiento de Kamwana no tenía una estrategia concreta de revolución, aunque las autoridades coloniales lo arrestaron después de seis meses de predicación en abril de 1909, al principio lo encarcelaron, luego lo deportaron a Sudáfrica en 1910.
Las iglesias de la Watch Tower iniciadas por Kamwana en el norte de Nyasalandia y que se extendieron hasta Rodesia del Norte recibieron fondos y publicaciones de la Sociedad Estadounidense Watch Tower Bible and Tract Society of Pennsylvania hasta 1925, luego la organización estadounidense las repudió. Cuando a Kamwana finalmente se le permitió regresar a Nyasalandia en 1937, inició la Misión de Sanación Mlondo o Watchman, una iglesia iniciada en África completamente independiente de la Sociedad Watch Tower, con sus propios rituales e interpretaciones bíblicas, aunque muchos de sus miembros todavía leen las revistas de la Watch Tower Society. Kamwana siguió siendo su líder y promovió iglesias hijas en Tanganica y el Congo Belga, además de los de Nyasalandia y Rodesia del Norte antes de su muerte en 1956.
Después de esta muerte, sus iglesias se dividieron en líneas regionales, las del Congo Belga más tarde adoptaron el nombre de "Kitawala". La mayor diferencia entre Kitawala y los auténticos testigos de Jehová es que estos últimos no se mezclan con la política. Como fue el caso con el kimbanguismo, el estado intentó reprimir a Kitawala relegando a sus miembros a regiones rurales aisladas. Irónicamente, esta estrategia una vez más, simplemente  sirvió para acelerar la difusión del movimiento a medida que los adherentes exiliados convertían a sus vecinos rurales.
Con el tiempo, el movimiento se hizo más africanizado y más radical. El término combina el prefijo "ki" con "tawala", una corrupción de una palabra local para «torre» y es, con mucho, el término más común para el movimiento; El término inventado «Waticitawala» a veces se ha utilizado intencionalmente para evocar el hilo de principios del siglo XX de Kitawala.
Los mensajes teológicos variaban de un lugar a otro, pero un núcleo común de creencias incluía la lucha contra la brujería, la purificación de la sociedad y la existencia de un Dios negro. Kitawala denunció todas las formas de autoridad como el trabajo de Satanás, incluidos los impuestos, el trabajo forzado y la mayoría de los otros elementos coercitivos del gobierno colonial. El mensaje anticolonial del movimiento fue tan fuerte que los testigos de Jehová tuvieron que dejar muy claro que nunca tuvieron nada que ver con esa religión. Sin embargo, las prohibiciones coloniales no lograron erradicar el movimiento. Y el estado independiente que sucedió a la autoridad colonial, aunque sea africano negro, no ha tenido más éxito en convertir a los kitawalistas de su posición apolítica y antiautoritaria. Los kitawalistas continúan resistiéndose a saludar a la bandera, participar en obras públicas por mandato del partido y pagar impuestos. A veces se han resistido a la presión estatal violentamente, como en Shaba en 1979, cuando la aparición de unidades del ejército en medio de ellos provocó un ataque de los kitawalistas en las oficinas administrativas del estado y el asesinato de dos soldados. El estado tomó represalias con una represión viciosa. Con mayor frecuencia, los kitawalistas se retiran cuando la presión del estado se vuelve excesiva. Comunidades enteras se han mudado a bosques profundos en áreas como la provincia de Équateur para escapar de cualquier contacto con las autoridades civiles.

## Religiones tradicionales africanas
La amplia variedad de creencias y prácticas indígenas africanas hace que las generalizaciones sean difíciles, pero no obstante se pueden observar algunos puntos en común. En general, los zaireños creen estar sujetos a una cantidad de agentes y fuerzas invisibles. La mayoría de las comunidades indígenas reconocen a un dios elevado, y muchas le atribuyen el papel de creador; de lo contrario, tiene pocas características específicas más allá de la causa última.
Mucho más importantes son los antepasados, que se cree que continúan desempeñando un papel en la vida comunitaria mucho después de su muerte. En general, se requiere que los vivos hablen respetuosamente de los antepasados y observen ciertos ritos de respeto para que los muertos vean favorablemente las actividades de sus descendientes. Los africanos no participan en el culto a los antepasados ; más bien, se refieren a la vida y se relacionan con sus ancianos fallecidos de la misma manera que se relacionan con sus seres vivos. A menudo, los términos de dirección y los obsequios dados para aplacar a un anciano muerto son idénticos a los que se le conceden a uno vivo.
Los espíritus de la naturaleza viven en lugares particulares, como ríos, rocas, árboles o lagunas, o en fuerzas naturales como el viento y los rayos. Una práctica típica que involucra a un espíritu natural en gran parte del norte de Zaire es arrojar un objeto rojo —nuez de palma, tela, fósforos, etc.— en un río antes de cruzarlo, particularmente en lugares donde el agua es agitada o turbulenta. Así aplacado, el espíritu se abstendrá de remover las aguas o volcar el bote. Estos espíritus juegan un papel menor en la negociación de la vida cotidiana en comparación con la que juegan las brujas y los hechiceros. Las brujas son individuos que poseen un órgano interno que les otorga un poder extraordinario, generalmente un poder malévolo. El órgano y sus poderes son hereditarios. Las brujas pueden provocar la muerte y la enfermedad en cultivos, animales y personas, y sus acciones pueden ser voluntarias o involuntarias. Una bruja podría soñar un sueño de disputa con un amigo o pariente, por ejemplo, y despertarse para encontrar a esa persona herida o muerta por la agencia de su sueño. Los hechiceros son poseedores de poderes no hereditarios que se pueden comprar o adquirir. Se puede consultar y pagar a un hechicero para que proporcione un medicamento u objeto que fortalezca al cliente en la caza —o, en la vida contemporánea, en un examen— o que traiga la desgracia a un enemigo.
En caso de enfermedad, o de pérdida de cosecha, o de desgracia en alguna otra esfera de la vida, la parte afectada puede consultar a un adivino para identificar al agente responsable de su aflicción. El adivino es un especialista capacitado para identificar las tensiones sociales presentes en la comunidad de los afectados y, por una tarifa, identificará al agente responsable de la desgracia del individuo. Al obtener detalles sobre la vida y la situación social de la persona afectada, el adivino diagnosticará la desgracia citando la agencia de antepasados enojados, espíritus de la naturaleza, hechiceros o brujas. Diferentes grupos étnicos suman o restan del conjunto de agentes de aflicción, pero estos son los más comunes. Una vez que se ha realizado un diagnóstico, el adivino le recetará la cura adecuada. Los poderes de los adivinos son benéficos y su papel altamente valorado.
Desde la perspectiva de un extraño, el aspecto más llamativo de las creencias y prácticas indígenas es su determinismo; los accidentes son prácticamente desconocidos, y siempre hay una causa detrás de cualquier desgracia. En muchas sociedades indígenas, por ejemplo, a una muerte siempre le sigue una investigación en la que se determina la causa de la muerte y la identidad del asesino. Luego se toman medidas contra el presunto delincuente, incluso cuando alguien muere de enfermedad en la cama a una edad avanzada.

## Islam

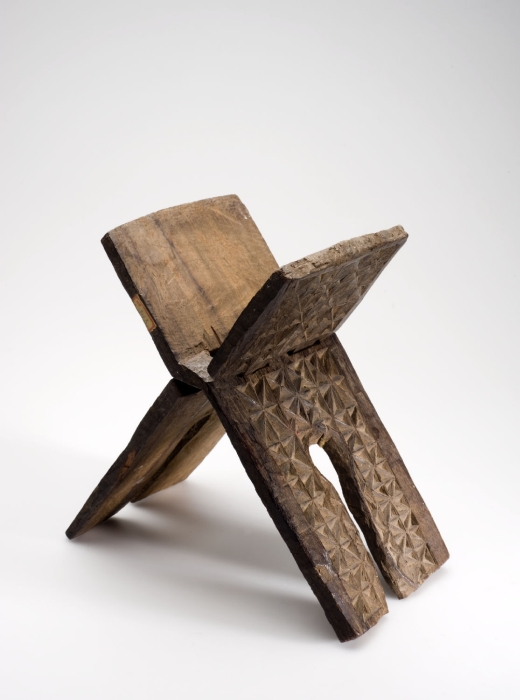
Un atril congoleño, usado para sostener las escrituras del Corán durante la oración.

El Islam, ha estado presente en la República Democrática del Congo desde el siglo XVIII, cuando los comerciantes árabes del África Oriental llegaron al interior con fines de marfil y de comercio de esclavos. Hoy, los musulmanes constituyen aproximadamente el 1% de la población congoleña según el centro de investigación Pew. La mayoría son sunitas musulmanes, según el Foro Pew, el islam es la fe del 12% de la población. Según el CIA World Factbook, los musulmanes representan el 10% de la población.  El islam fue introducido y difundido principalmente por comerciantes/asaltantes de esclavos. Los musulmanes congoloses se dividen en sunitas (50%), chiitas (10%), ahmadis (6%) y musulmanes no confesionales (14%).
La mayor concentración de musulmanes se encuentra en la provincia de Maniema y especialmente en las ciudades de Kasongo y Kindu, donde representan el 80-90 por ciento y el 25 por ciento de la población, respectivamente.

### Bahaismo
La fe bahá'í en la República Democrática del Congo comenzó después de que `Abdu'l-Bahá escribió cartas alentando a llevar la religión a África en 1916. El primer bahá'í en establecerse en el país vino en 1953 desde Uganda. La primera Asamblea Espiritual Local Bahá'í del país fue elegida en 1957. Para 1963 había 143 asambleas locales en el Congo.
Aunque la religión fue prohibida, y el país desgarrado por las guerras, la religión fue creciendo de modo que en 2003 había unas 541 asambleas. Los archivos de datos de la Asociación de Religión —que se basan principalmente en la Enciclopedia Cristiana Mundial— estimaron unos 252,000 bahá'ís en 2005.